# RER franco-valdo-genebrino
O  RER franco-valdo-genebrino (RER-FVG) é o projecto de uma RER Suíça que pretende fazer a ligação ferroviária entre a França (franco) o cantão de Vaud (valdo) e o Estado de Genebra (genebrino), na zona conhecida por Grande Genebra.
O projecto repousa fundamentalmente na extensão do CEVA (acrónimo da linha "Cornavin - Eaux-Vives - Annemasse") além doo quadro da Caminhos de ferro do Estado de Genebra (CFEG), cuja CEVA está prevista ser inaugurada em , altura em que integrará o RER Suíça.
Actualmente existe um RER na região, o chamado  em francês:  "Rhône Express Régional" em serviço desde 1996 na linha Genève Cornavin-La Plaine-Bellegarde.

## Participantes
Estão implicados neste RER franco-valdo-genebrino  :
- O Escritório federal dos transportes, da Confederação Suíça,
- o cantão de Genebra,
- o cantão de Vaud,
- a região francesa Ródano-Alpes.

e em relação ás empresas de caminho de ferro:
- O Caminhos de Ferro Federais (CFF),
- a  Sociedade Nacional dos caminhos de ferro Franceses (SNCF)
- a Transferis

Um protocolo de acordo foi assinado pelas partes a 22 de Março de 2008

## Transferis
Para a realização deste projecto foi mesmo especialmente criada pelos CFF e pela SNCF a TranSFeris, uma sociedade de estudo e marketing .

## Projecto
Uma vez realizada a ligação com a CEVA, o RER-FVG será formado pelas duas redes já existentes:
- a TER Rhône-Alpes 
  - Annecy - La Roche sur Foron
  - St-Gervais-les-Bains-le-Fayet - La Roche sur Foron - Annemasse - Genève Eaux-Vives
  - Évian-les-Bains - Annemasse - Bellegarde ligando-se a Lyon-Part-Dieu
- a rede regional genebrina com 
  - Genève Cornavin - La Plaine - Bellegarde
  - Lancy-Pont-Rouge - Genève Cornavin